# ウィークリー・ワールド・ニューズ
ウィークリー・ワールド・ニューズ(Weekly World News)は1979年から2007年にかけてアメリカ合衆国及びカナダ向けに発行されていた週刊タブロイド紙。超自然現象や超常現象に関するフィクションに紙面の多くを割いていることを特徴としている。2007年に刊行は終了し、2019年現在では公式サイトで記事が公開されている。

## 歴史
本誌はジェネローゾ・ポープ・ジュニアによって1979年に創刊された。本誌は同じ発行者によるタブロイド紙のナショナル・エンクワイラーのカラー化に伴って空いた白黒の印刷機を用いて出版され、米国ではスーパーマーケット等で販売された。
1981年にエディ・クロンツが加入し、1980年代には発行部数は120万部に達した。しかしながら2006年には発行部数は8万3000部まで低下し、2007年8月27日号をもって刊行を終了した。その後は公式サイトにて記事の更新が行われている。
公式サイトでは2019年9月25日付記事でリローンチが宣言され、印刷版を再開する可能性があることがアナウンスされた。

## よく登場する話題

### コウモリ少年(Bat Boy)
コウモリ少年は1992年の春にウエストバージニア州の洞窟で発見されたとされる、巨大な目と耳を持つ身長2フィートほどの人間のような生物である。捕獲、脱走など度々本誌の一面を飾っていた。

### 著名人の生存情報
エルビス・プレスリー、ジョン・F・ケネディ、アドルフ・ヒトラーといった死亡が発表されている著名人の発見情報。

### アメリカ大統領
アメリカ合衆国の建国の父達は皆同性愛者であった、ジョージ・ワシントンとエイブラハム・リンカーンは女性だった、といった歴代大統領に関する記事。

### UFO・宇宙人
UFOや宇宙人の記事はしばしば掲載される。アメリカ合衆国大統領選挙のたびに、ロス・ペロー、ビル・クリントン、ジョージ・H・W・ブッシュといった有力大統領候補達と密会する宇宙人がスクープされていた。

### UMA
ネッシー、ビッグフット、巨大バッタ、上半身が魚で下半身が人間の人魚といった未確認動物の記事。

### 消息不明の飛行機
出発後に消息を絶った飛行機が、数十年後に別の空港で乗客・乗員全員が白骨化した状態で着陸し発見されたという記事。サンチアゴ航空513便事件を参照。

## 日本に関する記事
本誌には、人を襲うかに料理店の“動く看板”、飲尿療法、日本人女性と結婚したエイリアンなどの記事が掲載された。

## 日本国内での扱い
東京スポーツはかつて本誌と提携しており、同紙には『米「ニューズ紙」特約 世紀のスクープ』というタイトルで本誌記事の要約が時折掲載されていた。また、1993年から1994年にかけてテレビ朝日系列で放映されていたタブロイドTVでは本誌の記事が紹介されていた。
1992年から1995年にかけて、本誌の記事を収録した「スーパージャーナル」という書籍が竹書房より３冊刊行されている。
2014年7月よりラジオ大阪及びラジオ日本にて、日本版編集長の近兼拓史をパーソナリティーとした「近兼拓史のウィークリーワールドニュース」が放送されている（2023年10月2日時点ではラジオ大阪が毎週月曜22:00 - 22:30、ラジオ日本が毎週水曜23:30 - 翌0:00の放送）。